# Argobba (Sprache)
Argobba (aʕargobba ʔaf) ist eine äthiosemitische Sprache und bildet mit dem Amharischen eine Gruppe (AA-Gruppe des Transversal-Südäthiosemitisch) innerhalb der südäthiosemitischen Sprachen.

## Geographische Verbreitung
Argobba wird nur noch von wenigen tausend Menschen in einigen Enklaven entlang des Afrikanischen Grabenbruches in den äthiopischen Regionen Nordost-Shewa und Südost-Wollo gesprochen. Die Sprecher des Argobba sind Angehörige der ethnischen Gruppe Argobba. Allerdings haben die Argobba in den meisten Gegenden in den letzten Jahrzehnten ihre Sprache zugunsten des Amharischen oder des Oromo aufgegeben. Daher gibt es mehr ethnische Argobba als Sprecher der Sprache Argobba.

## Dialekte
Obwohl es eine Zeit lang die Auffassung gab, dass Argobba eigentlich ein Dialekt des Amharischen ist, wird es mittlerweile als eigenständige Sprache klassifiziert, die selbst mehrere Dialekte hat. Die beiden bekannten Dialekte werden in zwei nicht zusammenhängenden Gebieten gesprochen und sind auch gegenseitig nicht verständlich. Der eine Dialekt wird in der Umgebung von Aliyu Amba in Nordost-Shewa und der andere Dialekt in den beiden Dörfern Shonke und T'ollaha in Südost-Wollo gesprochen.

## Phonologie

### Konsonanten
|           |           | Bilabial | Dental | Palato-alveolar Palatal | Velar | Pharyngal | Glottal |
| --------- | --------- | -------- | ------ | ----------------------- | ----- | --------- | ------- |
| Plosive   | stimmlos  | p        | t      |                         | k     | ʕ*        | ʔ       |
| Plosive   | stimmhaft | b        | d      |                         | g     |           |         |
| Plosive   | Ejektive  |          | tʼ     |                         | kʼ    |           |         |
| Affrikate | stimmlos  |          |        | ʧ                       |       |           |         |
| Affrikate | stimmhaft |          |        | ʤ                       |       |           |         |
| Affrikate | Ejektive  |          |        | ʧʼ                      |       |           |         |
| Frikative | stimmlos  | f        | s      | ʃ                       |       | ħ*        | h       |
| Frikative | stimmhaft |          | z      |                         |       |           |         |
| Nasale    | Nasale    | m        | n      | ɲ                       |       |           |         |
| Liquide   | Liquide   | w        | l      | j                       |       |           |         |
| Flaps     | Flaps     |          | r      |                         |       |           |         |

Die pharyngalen Konsonanten (mit * gekennzeichnet), gibt es nur im Dialekt von Shonke.

### Vokale
|             | Vorderzungenvokal | Zentralvokal | Hinterzungenvokal |
| ----------- | ----------------- | ------------ | ----------------- |
| geschlossen | i                 | ɨ            | u                 |
| mittel      | e                 | ə            | o                 |
| offen       |                   | a            |                   |